# Võ Công Trí
Võ Công Trí (sinh ngày 20 tháng 11 năm 1959) là một chính trị gia của Việt Nam. Ông nguyên là Ủy viên Ban Thường vụ Thành ủy, Phó Bí thư Thường trực Thành ủy Đà Nẵng.

## Tiểu sử
Võ Công Trí sinh tháng 11 năm 1959, quê quán tại xã Quế Xuân, huyện Quế Sơn, Quảng Nam.
Tại Đà Nẵng ông đã từng kinh qua các chức vụ: Phó Trưởng ban Tuyên giáo Thành ủy, Chánh Văn phòng Thành ủy, Trưởng ban Tuyên giáo Thành ủy.

## Sự nghiệp
Sau khi được sự đồng ý của Ban Bí thư Trung ương Đảng, sáng 17/12/2013, Thành ủy Đà Nẵng tổ chức Hội nghị để bầu chức danh Phó Bí thư Thường trực Thành ủy nhiệm kỳ 2010-2015 dưới sự chủ trì của ông Trần Thọ, Bí thư Thành ủy, Chủ tịch Hội đồng Nhân dân. Với kết quả 48/48 phiếu đồng ý (2 người trong Ban Chấp hành Đảng bộ Thành phố vắng mặt do bận công tác), đạt tỷ lệ 100%, ông Võ Công Trí, Ủy viên Ban Thường vụ Thành ủy, Trưởng ban Tuyên giáo đã được bầu giữ chức danh Phó Bí thư Thường trực Thành ủy, nhiệm kỳ 2010-2015. Ông Võ Công Trí thôi giữ chức Trưởng ban Tuyên giáo Thành ủy để nhận nhiệm vụ Phó Bí thư Thường trực Thành ủy ngay sau khi có kết quả bầu.